# 개성 방씨
개성 방씨(開城龐氏)는 개성시를 본관으로 하는 한국의 성씨이다.

## 기원
방(龐)씨는 중국 시평(始平:섬서성 관중도 흥평현의 진나라 때 지명)에서 계출된  성씨이다. 위(魏)나라 장군(將軍)인 방연(龐涓)의 원손이다.

## 역사
시조 방두현(龐斗賢)은 원(元)나라 직성사인(直省舍人)으로서 1351년 공민왕비(恭愍王妃)인 노국대장공주(魯國大長公主)를 배행하고 고려에 동래하여 개성에 정착하였다고 한다.

## 과거 급제자
- 방양혁(龐陽赫)이 1773년(영조 49년) 증광 무과에 을과(乙科)로 급제하였다.[2]

## 인물
- 방력(龐櫟) : 영조 때 벽사도찰방(碧沙道察訪)
- 방우량(龐友亮) : 고종 때 훈련원 판관(訓鍊院判官)
- 방윤직(龐允直) : 고종 때 동지중추부사(同知中樞府事)
- 방인혁(龐寅赫) : 대한제국 관료. 일제 조선총독부 중추원 참의.
- 방한홍(龐漢弘) : 한화케미칼 대표이사 사장[3]

## 항렬자
| 12世   | 13世   | 14世   | 15世   | 16世   |
| ------ | ------ | ------ | ------ | ------ |
| 佑(우) | 基(기) | 亮(량) | 會(회) | 淳(순) |

## 인구
- 1985년 673명
- 2000년 847명
- 2015년 835명[4]